# Pristiphora brevis
Pristiphora brevis är en stekelart som först beskrevs av Hartig 1837.  Pristiphora brevis ingår i släktet Pristiphora, och familjen bladsteklar. Arten är reproducerande i Sverige.